# Chinachem
Die Chinachem Group (chinesisch 華懋集團 / 华懋集团, Pinyin Huámào Jítuán, Jyutping Waa4mau6 Zaap6tyun4) ist ein multinationaler privater, nicht börsennotierter Mischkonzern in Hongkong.
Das ursprüngliche Familienunternehmen Chinachem aus dem chemischen Agrarsektor wurde von Wang Din Sin (王廷歆,  Wáng Tíngxīn, Jyutping Wong4 Ting4jam1) und seine Familie in den frühen Jahren des 20. Jahrhunderts in Hongkong gegründet. In den 1960er stellte sein Sohn Teddy Wang (王德輝 / 王德辉) und dessen Frau Nina Wang (王龔如心) die Firma allmählich vom Chemie- zum Bau- und Immobiliensektor um. Teddy Wang wurde 1990 entführt und verschwand spurlos. Seine Frau Nina Wang übernahm seit dieser Zeit die Unternehmensleitung und machte daraus einen florierenden Immobilieninvestor und Standortentwickler, dessen Erträge Nina Wang zu ihren Lebzeiten zur reichsten Frau Asiens machten. Die Chinachem-Gruppe errichtete in Hongkong über 300 Hochhäuser, deren berühmtester der nach ihr benannte Nina-Towers-Komplex ist.